# Фантастические твари и где они обитают
«Фантасти́ческие тва́ри и где они́ обита́ют» (англ. Fantastic Beasts and Where to Find Them) — британо-американский фэнтезийный фильм режиссёра Дэвида Йейтса по сценарию Джоан Роулинг. Приквел серии фильмов о Гарри Поттере, повествующий о событиях, произошедших за 65 лет до начала основной саги. Главную роль в фильме сыграл британский актёр, лауреат премии «Оскар» Эдди Редмэйн.
Премьера фильма в США состоялась 10 ноября 2016 года, в СНГ — 17 ноября.

## Сюжет
В ноябре 1926 года британский волшебник и магический зоолог Ньют Саламандер прибывает на корабле в Нью-Йорк по дороге в Аризону: он работает над книгой о различных волшебных существах и везёт многих из них в своём магическом чемодане. Он встречает Мэри Лу Бэрбоун, женщину-магла, возглавляющую общество «Второй Салем», которая утверждает, что ведьмы и волшебники существуют и являются опасными. Когда Ньют слушает её речь, нюхль (маленькое утконосоподобное существо со страстью ко всему блестящему) убегает из его чемодана. Ньют, пытаясь поймать нюхля, встречает магла Якоба Ковальски — участника Первой Мировой войны, ныне работника консервного завода, мечтающего открыть собственную пекарню, и они случайно меняются чемоданами. Бывший мракоборец Тина Голдштейн, лишённая этой почётной должности из-за драки с маглом, в надежде заслужить прощение начальства арестовывает Ньюта как незарегистрированного волшебника и отправляет его в Вулворт-билдинг — штаб-квартиру Магического Конгресса Управления по Северной Америке (МАКУСА). Однако в чемодане оказываются только булочки, и Ньюта отпускают. В квартире Якоба несколько существ выбираются из чемодана Ньюта. Между тем Мэри Лу в сопровождении своих приёмных детей ищет поддержки своей борьбе у газетного магната Генри Шоу и его сына Генри-младшего, перспективного кандидата на предстоящих выборах в Сенат, однако политик в оскорбительной форме выгоняет их.
После того, как Тина и Ньют находят Якоба и чемодан, Тина отводит их в свою квартиру и знакомит со своей сестрой Куини. Куини и Якоб проникаются симпатией друг к другу, хотя американским волшебникам запрещено вступать в брак или даже встречаться с немагами. Ньют берет Якоба внутрь своего волшебного чемодана, где Якоб встречает многочисленных фантастических существ, а также обскура — тёмного, разрушительного паразита, который развивается у детей-магов, если они подавляют свои магические способности. Ньют извлёк его из умершей девочки — те, кто страдает от обскура, редко доживают до десяти лет. Ньют уговаривает Якоба помочь найти пропавших существ. Пока они перемещаются по Нью-Йорку, ловя фантастических тварей, Генри Шоу выступает на предвыборном митинге — и его убивает обскур. Ньют и Якоб успешно ловят двух питомцев Ньюта, но сами попадают в ловушку Тины, которая прямо в чемодане Ньюта приносит обоих в МАКУСА главе Департамента магической безопасности Персивалю Грейвсу. Грейвс обвиняет Ньюта в убийстве Генри Шоу одним из сбежавших от Ньюта существ и в сговоре с печально известным тёмным волшебником Геллертом Грин-де-Вальдом (который считался самым сильным и опасным до прихода Волан-де-Морта), а Тину — в пособничестве Ньюту, и осуждает Ньюта и Тину на смерть, а Якоба — на стирание памяти. Сперва маги исполняют смертный приговор Тине — для начала подчиняя её сознание, при этом в видениях Тины появляется Мэри Лу и её приёмный сын Криденс: именно его Тина пыталась защитить от жестокой матери. Тем временем лукотрус Пикетт, небольшое сказочное существо, крайне преданное Ньюту, освобождает его, а Ньют успевает спасти Тину. Одновременно Куини спасает Якоба и чемодан Ньюта. Воссоединившись, все четверо продолжают разыскивать разбежавшихся из чемодана фантастических тварей: для поимки последней из них им приходится прибегнуть к помощи гоблина-гангстера Гнарлака, старого информатора Тины, встречающегося с ними в подпольном баре для волшебников.
Между тем Персиваль Грейвс приходит к Криденсу Бэрбоуну и предлагает освободить его от власти матери и ввести в круг волшебников. Для этого Криденс должен найти среди многочисленных бедных детей, которым Мэри Лу раздаёт еду взамен на распространение её листовок против ведьм и волшебников, девочку-волшебницу. Криденс находит палочку — по его мнению, волшебную — под кроватью своей сестры Модести. Мэри Лу предполагает, что это палочка Криденса, но Модести утверждает, что палочка игрушечная и принадлежит ей. Когда Мэри Лу собирается наказать её, вновь появляется обскур и убивает Мэри Лу. Грейвс прибывает на место, уверенный в том, что нужная ему девочка-волшебница, в которой живёт обскур, — это Модести. Полагая, что Криденс больше ему не нужен, он называет юношу сквибом (ребёнком волшебника, не способным к магии), и всячески унижает его. Криденс приходит в ярость — и оказывается, что обскур живёт именно в нём, но магическая сила Криденса настолько велика, что он может его контролировать. Однако именно сейчас он не хочет контролировать себя и, приняв облик обскура, отправляется громить Бродвей.
Ньют и Грейвс преследуют Криденса по следам наносимых им разрушений — Ньют для того, чтобы спасти, а Грейвс для того, чтобы поставить себе на службу. Криденс обнаруживается в туннеле метро возле станции Сити-холл. Грейвс и Ньют сражаются между собой, появляется также Тина, которая пытается успокоить Криденса, поскольку раньше уже защищала его. В этот момент появляются мракоборцы во главе с президентом МАКУСА Серафиной Пикери и убивают Криденса в образе обскура для защиты магического общества (но крошечный фрагмент обскура ускользает). Грейвс обвиняет МАКУСА в том, что правила жизни волшебников выгодны не волшебникам, а не-магам, и отказывается подчиняться. Он сражается с мракоборцами, которым не удаётся одолеть его с помощью волшебных палочек, но Ньют напускает на Грейвса одно из своих волшебных существ — пикирующего злыдня, а затем использует заклинание — и Грейвс обретает свой изначальный облик, оказываясь не кем иным, как Грин-де-Вальдом. Он арестован, волшебники отправляются восстанавливать разрушенный город, а Ньют выпускает птицу-гром, которая поднимает флакон со снадобьем забвения в грозовую тучу: на Нью-Йорк проливается ливень, который стирает все недавние воспоминания жителей города. Куини целует Якоба на прощание, когда дождь стирает его воспоминания; у Якоба остаётся чемодан, заполненный серебряной скорлупой (от яиц одной из фантастических тварей) — этого серебра хватит, чтобы открыть пекарню. Ньют возвращается в Европу, его провожает вновь ставшая мракоборцем Тина — и Ньют обещает ей вернуться и лично подарить свою книгу. В финальных кадрах показана пекарня Якоба: его выпечка сделана в форме различных волшебных существ Ньюта. В пекарню заходит Куини. Их взгляды встречаются.

## В ролях
| Актёр             | Роль                                          |
| ----------------- | --------------------------------------------- |
| Эдди Редмэйн      | магозоолог Ньют Саламандер                    |
| Кэтрин Уотерстон  | бывший мракоборец Порпентина «Тина» Голдштейн |
| Дэн Фоглер        | не-маг Якоб Ковальски                         |
| Элисон Судол      | волшебница Куини Голдштейн                    |
| Колин Фаррелл     | волшебник Персиваль Грейвс                    |
| Эзра Миллер       | обскур Криденс Бэрбоун                        |
| Кармен Эджого     | президент МАКУСА Серафина Пиквери             |
| Саманта Мортон    | не-маг Мэри Лу Бэрбоун                        |
| Рон Перлман       | гоблин Гнарлак                                |
| Джон Войт         | не-маг Генри Шоу                              |
| Дженн Мюррей      | не-маг Частити Бэрбоун                        |
| Фэйт Вуд-Благроув | девочка Модести Бэрбоун                       |
| Джош Коудери      | сенатор Генри Шоу-младший                     |
| Джемма Чан        | член МАКУСА Йа Чжоу                           |
| Джонни Депп       | тёмный волшебник Геллерт Грин-де-Вальд        |
| Дэн Хедайя        | Рэд                                           |
| Вунми Мосаку      | Берил                                         |
| Шон Кронин        | преступник                                    |
| Кристин Марзано   | истребитель                                   |
| Денис Хорошко     | банкир Смирнофф (в титрах не указан)          |
| Томаш Дабровский  | работник фабрики (в титрах не указан)         |

## Производство
12 сентября 2013 года Джоан Роулинг объявила в своём официальном аккаунте в Facebook о том, что напишет сценарий фильма «Фантастические твари и где они обитают».
«Фантастические звери и места их обитания» — это учебник, несколько раз упоминаемый в серии книг о Гарри Поттере, но Ньют Саламандер там не появляется как персонаж. В 2001 году Джоан Роулинг опубликовала издание учебника для того, чтобы отправить деньги от его продажи в британский благотворительный фонд «Разрядка смехом». Книга представляет собой просто справочник волшебных существ, без сюжетной линии.
В сентябре 2013 года было объявлено, что писать сценарий фильма станет Джоан Роулинг. Это была первая её работа в качестве сценариста. В работе над фильмом участвовали Дэвид Хейман и Стив Кловис, оба — ветераны кинофраншизы о Гарри Поттере (первый — продюсер, а второй — сценарист всех фильмов, кроме пятого). После того, как Альфонсо Куарон отказался участвовать в съёмках, Warner Bros. объявила, что Дэвид Йейтс станет режиссёром как минимум первой части из запланированной трилогии. Контракт на написание саундтрека был заключен с Джеймсом Говардом.17 августа 2015 года в студии Warner Bros в Ливсдене начались съёмки, завершившиеся в январе 2016 года. Несколько сцен были сняты в Лондоне. Спустя два месяца съёмки перенеслись в Кунард-билдинг и Сент Джордж Холл в Ливерпуле, которые были превращены в Нью-Йорк 1920-х годов. Визуальные эффекты для фильма создавала лондонская компания Framestore.
9 апреля 2016 года было объявлено, что Джеймс Говард напишет саундтрек к фильму. Pottermore 24 октября официально опубликовал первую версию заглавной композиции фильма, сочиненною Говардом. Основная композиция включала в себя некоторые композиции Джона Уильямса из предыдущих частей киносерии, например, Hedwig Theme. 18 ноября 2016 года саундтрек фильма был выпущен на лейбле звукозаписи WaterTower Music.

## Музыка
Standard edition
1. Main Titles — Fantastic Beasts and Where To Find Them — 2:56
2. There Are Witches Among Us / The Bank / The Niffler — 6:55
3. Tina Takes Newt In / Macusa Headquarters — 1:57
4. Pie or Strudel / Escaping Queenie and Tina’s Place — 3:06
5. Credence Hands Out Leaflets — 2:05
6. Inside The Case — 9:10
7. The Erumpent — 3:30
8. In The Cells — 2:12
9. Tina and Newt Trial / Let’s Get The Good Stuff Out / You’re One of Us Now / Swooping Evil — 8:01
10. Gnarlak Negotiations — 2:58
11. The Demiguise and The Occamy — 4:07
12. A Close Friend — 1:52
13. The Obscurus / Rooftop Chase — 3:50
14. He’s Listening To You Tina — 2:07
15. Relieve Him of His Wand / Newt Releases The Thunderbird / Jacob’s Farewell — 12:34
16. Newt Says Goodbye to Tina / Jacob’s Bakery — 3:28
17. End Titles — Fantastic Beasts and Where To Find Them — 2:22

Deluxe edition: Bonus — Disc two
1. A Man and His Beasts — 8:31
2. Soup and Leaflets — 2:20
3. Billywig — 1:31
4. The Demiguise and The Lollipop — 0:59
5. I’m Not Your Ma — 2:05
6. Blind Pig performed by Emmi — 1:29
7. Newt Talks To Credence — 2:13
8. End Titles Pt.2 — Fantastic Beasts and Where To Find Them — 1:22
9. Kowalski Rag — 5:13

## Коммерческий успех

### Кассовые сборы
«Фантастические твари и где они обитают» заработал в США и в Канаде 234 миллиона долларов и ещё 580 миллионов долларов в других странах. Общая сумма сборов составила 814 миллионов долларов. Фильм был снят с бюджетом в 180 миллионов долларов, 150 миллионов долларов были израсходованы на маркетинг. Во всём мире доход от фильма составил 219,9 млн долларов в первый уик-энд. Прибыль от IMAX составила 15 млн долларов с 605 экранов. Deadline.com подсчитал, что чистая прибыль фильма составит 164 миллиона долларов, после того как будут подведены бухгалтерские расчёты, прибыль от фильма поставит его на девятую строчку в списке самых выгодных релизов 2016 года.

### США и Канада
В США и Канаде отслеживание показало, что фильм получил прибыль в размере $68-85 миллионов в первые выходные, некоторые оценки достигли $100 миллионов. 18 ноября был выпущен фильм в 4143 кинотеатрах, из которых 388 были экранами IMAX, и более 3600 показывали фильм в 3D. В первый день фильм собрал 29,7 млн долларов. Фильм заработал в общем 74,4 млн долларов в первые выходные и занял первое место в кассовом зале. Он получил прибыль 8 млн долларов из 388 экранов IMAX, 9 млн долларов из 500 стран с крупными форматами премиум-класса и 1,75 млн долларов от Cinemark XD.

## Критика
| Рейтинги            | Рейтинги |
| Издание             | Оценка   |
| ------------------- | -------- |
| Ричард Ропэр        | [ 62 ]   |
| Джеймс Берардинелли | [ 63 ]   |
| Boston Globe        | [ 64 ]   |
| Washington Post     | [ 65 ]   |
| Rolling Stone       | [ 66 ]   |
| Guardian            | [ 67 ]   |
| Telegraph           | [ 68 ]   |

Фильм получил преимущественно положительные отзывы критиков. На Rotten Tomatoes фильм имеет рейтинг 73 % на основе 267 рецензий критиков со средней оценкой 6,8 из 10. На Metacritic фильм получил оценку 66 из 100 на основе 50 рецензий, что соответствует статусу «в основном положительные отзывы». Питер Брэдшоу из The Guardian дал фильму оценку 5/5, назвав его «роскошным, причудливым, проработанным до деталей развлечением» и «ужасно добрым, непритязательным и непреодолимо жизнерадостным фильмом». Ларри Бартлет из NME также дала фильму пять из пяти, назвав его «более завораживающим для ребёнка внутри вас, чем были когда-либо фильмы о Поттере».
Журнал «Мир фантастики» назвал «Фантастических тварей» лучшим фэнтези-фильмом 2016 года.

## Продолжение
С самого начала, в октябре 2014 года, студия объявила, что фильм станет началом трилогии. Выпуск второго фильма был запланирован на 16 ноября 2018 года, третьего — на ноябрь 2020 года. В июле 2016 года Дэвид Йейтс подтвердил, что Роулинг написала сценарий для второго фильма и у неё есть идеи для третьего. В октябре 2016 года Роулинг подтвердила, что серия будет состоять из пяти фильмов. В продолжении фильма главную отрицательную роль сыграл Джонни Депп, информация об этом была подтверждена в ноябре 2016 года. Информация о том, что Джуд Лоу сыграет роль Альбуса Дамблдора как профессора Хогвартса, была подтверждена в апреле 2017 года. Вторую часть фильма снимали в Великобритании и в Париже. Основные съёмки продолжения начались в июле 2017 года.
14 ноября 2018 года состоялась премьера второго фильма под названием «Фантастические твари: Преступления Грин-де-Вальда». Второй фильм получил гораздо более прохладные отзывы критиков, чем первый, хотя собрал в прокате 653 млн долларов.